# Myxozyma neglecta
Myxozyma neglecta är en svampart som beskrevs av Spaaij, van der Walt & G. Weber 1998. Myxozyma neglecta ingår i släktet Myxozyma och familjen Lipomycetaceae.   Inga underarter finns listade i Catalogue of Life.